# Elaphoglossum wurdackii
Elaphoglossum wurdackii là một loài thực vật có mạch trong họ Lomariopsidaceae. Loài này được Vareschi mô tả khoa học đầu tiên năm 1966.